# Старохалілово (Дуванський район)
Старохалі́лово (рос. Старохалилово, башк. Иҫке Хәлил) — село у складі Дуванського району Башкортостану, Росія. Входить до складу Месягутовської сільської ради.
Населення — 378 осіб (2010; 351 у 2002).
Національний склад:
- башкири — 95 %